# Annie M.G. Schmidt
Anna Maria Geertruida Schmidt (Kapelle, 20. svibnja 1911. – Amsterdam, 21. svibnja 1995.) bila je nizozemska pjesnikinja i spisateljica. U Nizozemskoj je postala poznata po dječjim knjigama kao što su Jip en Janneke, Pluk van de Petteflet en Abeltje. Generacije Nizozemaca je odraslo uz njezinu poeziju i priče tako da njena djela pripadaju kolektivnoj svijesti poslijeratne Nizozemske.